# Dark Castle Entertainment
La Dark Castle Entertainment è una casa di produzione cinematografica, suddivisione della Silver Pictures affiliata alla Warner Bros. È stata fondata nel 1999 da Joel Silver, Robert Zemeckis e Gilbert Adler.
La produttrice Susan Downey è stata vice presidente esecutivo di produzione dal 2006 al 2009.
Dark Castle Entertainment si concentra principalmente sulla produzione di film horror, il suo nome è un omaggio al regista William Castle, attivo tra gli anni cinquanta e sessanta e specializzato il film di genere horror. L'attività della Dark Castle inizia proprio con due remake di due pellicole di William Castle, ovvero I 13 fantasmi, divenuto I tredici spettri, e La casa dei fantasmi, divenuto Il mistero della casa sulla collina.
A partire dal film RocknRolla, la società ha iniziato a produrre film di genere diverso rispetto all'horror.

## Produzioni
- Il mistero della casa sulla collina (House on Haunted Hill, 1999)
- I tredici spettri (Thir13en Ghosts, 2001)
- Nave fantasma (Ghost Ship, 2002)
- Gothika (Gothika, 2003)
- La maschera di cera (House of Wax, 2005)
- Return to House on Haunted Hill (Return to House on Haunted Hill, 2007)
- I segni del male (The Reaping, 2007)
- RocknRolla (RocknRolla, 2008)
- The Hills Run Red (The Hills Run Red, 2009)
- Orphan (Orphan, 2009)
- Whiteout - Incubo bianco (Whiteout, 2009)
- Ninja Assassin (Ninja Assassin, 2009)
- The Losers (The Losers, 2010)
- Unknown - Senza identità, (2011)
- Gli occhi del dragone (Dragon Eyes), (2012)
- Jimmy Bobo - Bullet to the Head, (2012)
- Stash House, (2012)
- Getaway - Via di fuga (Getaway) (2013)
- The Predator, regia di Shane Black (2018)
- Orphan: First Kill, regia di William Brent Bell (2022)